# Коньковский (приток Кузьминского)
Коньковский — река в России, течёт по территории Ловозерского района Мурманской области. Вытекает из озера Щучье на высоте 190 м над уровнем моря. Устье реки находится на высоте 51 м над уровнем моря в 5,8 км по правому берегу ручья Кузьминский. Длина реки составляет 15 км, площадь водосборного бассейна 52,6 км².

## Данные водного реестра
По данным государственного водного реестра России относится к Баренцево-Беломорскому бассейновому округу, водохозяйственный участок реки — реки бассейна Белого моря от западной границы бассейна реки Иоканга (мыс Святой Нос) до восточной границы бассейна реки Нива, без реки Поной. Речной бассейн реки — бассейны рек Кольского полуострова и Карелии, впадает в Белое море.
Код объекта в государственном водном реестре — 02020000212101000006922.